# Kaustinen
Kaustinen (in svedese Kaustby) è un comune finlandese di 4198 abitanti, situato nella regione dell'Ostrobotnia Centrale.